# Orekhovo (oblast de Leningrad)
Pour les articles homonymes, voir Orekhovo.
 (juillet 2013).
Si vous disposez d'ouvrages ou d'articles de référence ou si vous connaissez des sites web de qualité traitant du thème abordé ici, merci de compléter l'article en donnant les références utiles à sa vérifiabilité et en les liant à la section « Notes et références ».
Orekhovo, anciennement Raasuli, est une commune russe dans l'oblast de Léningrad située à 67 km de Saint-Pétersbourg en Carélie. 

## Histoire
Entre 1917 et 1940 le village de Raasuli était un village frontalier entre l'URSS et la Finlande, rattaché à la municipalité de Rautu. La ville est devenue russe à l'issue de la Guerre d'Hiver (1939 - 1940), annexion confirmée par la Guerre de Continuation (1941 - 1944). À la suite de l'annexion par l'URSS, la ville est renommée sous le nom d'Orekhovo.

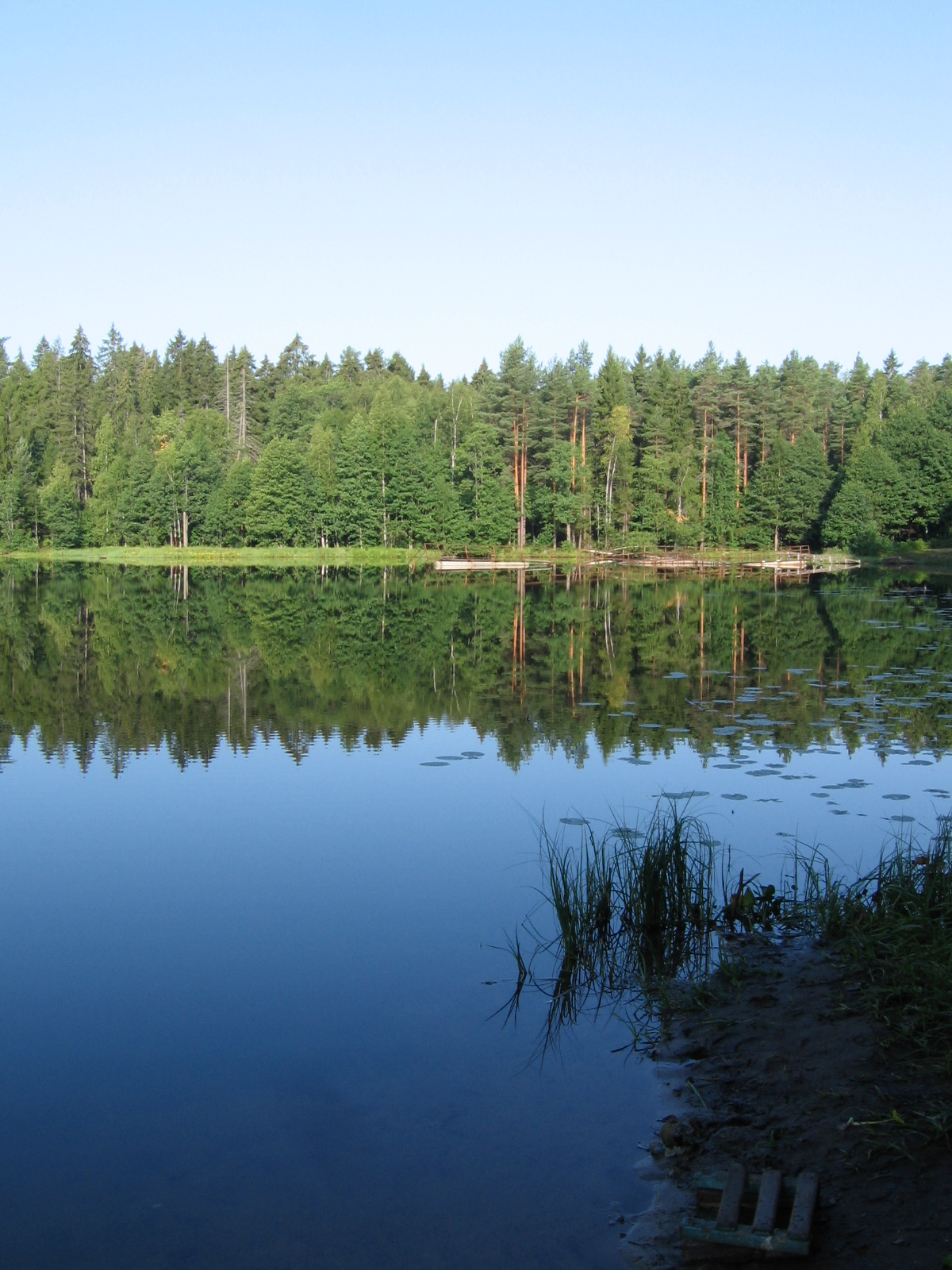
Lac d'Orekhovo.

## Transport

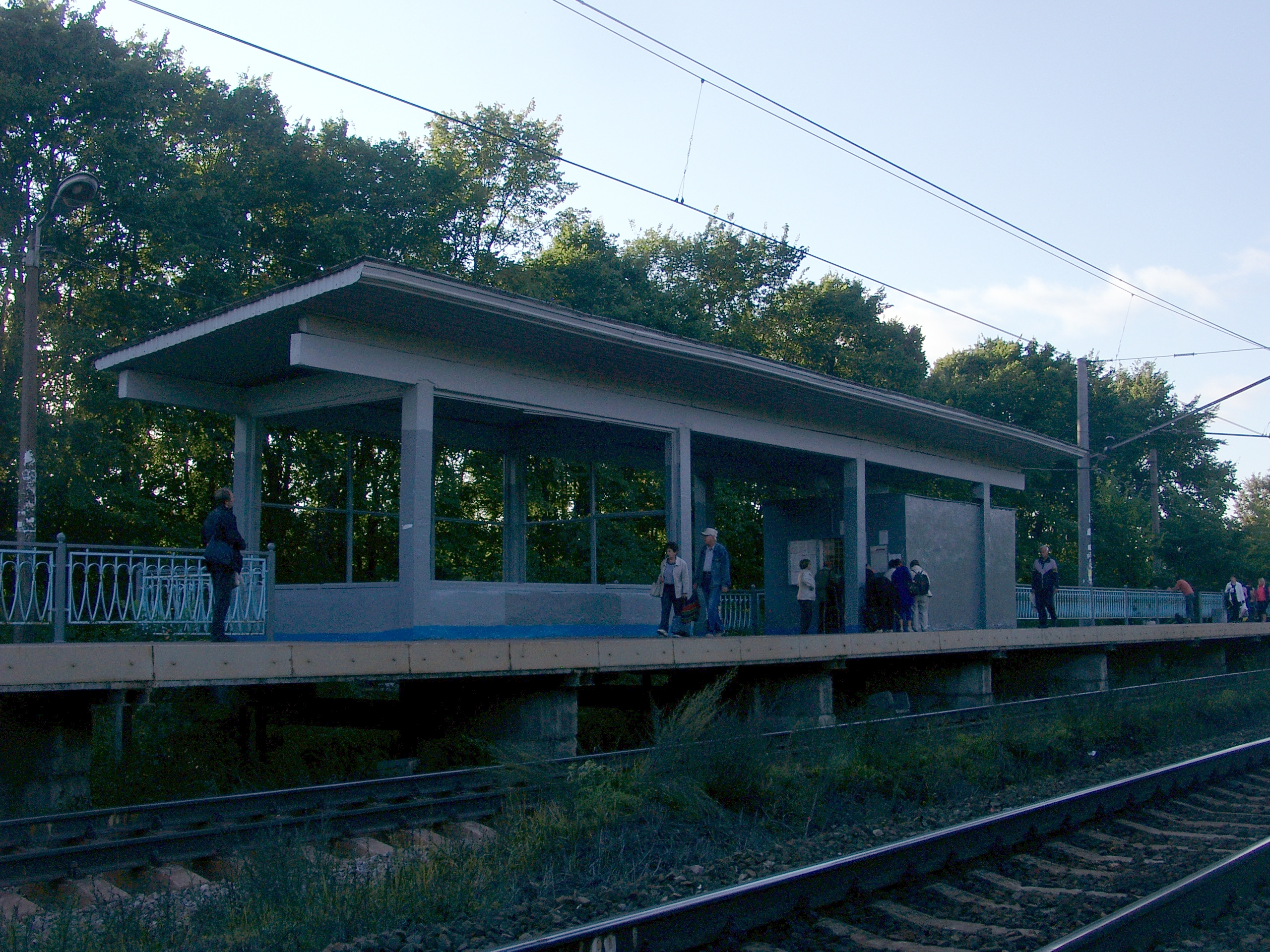
Gare du km 67

Le village compte trois gares:
- Orekhovo (gare) (ru)
- Gare du km 67 (ru)
- Gare du km 69 (ru)

Depuis 2010, le village compte une station de taxi.

## Tourisme
Le village compte une station de ski (Igora) et une patinoire.

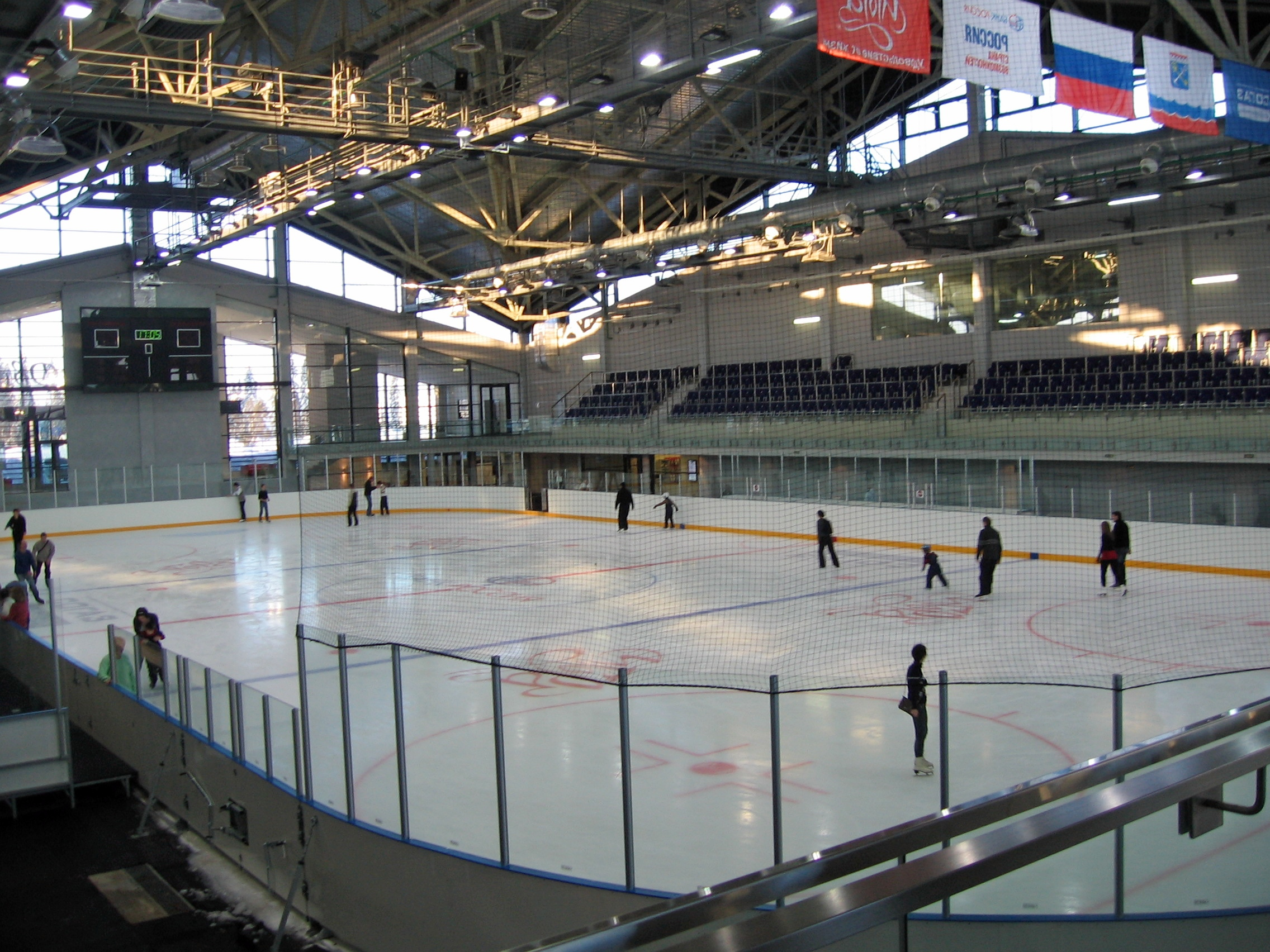
Patinoire
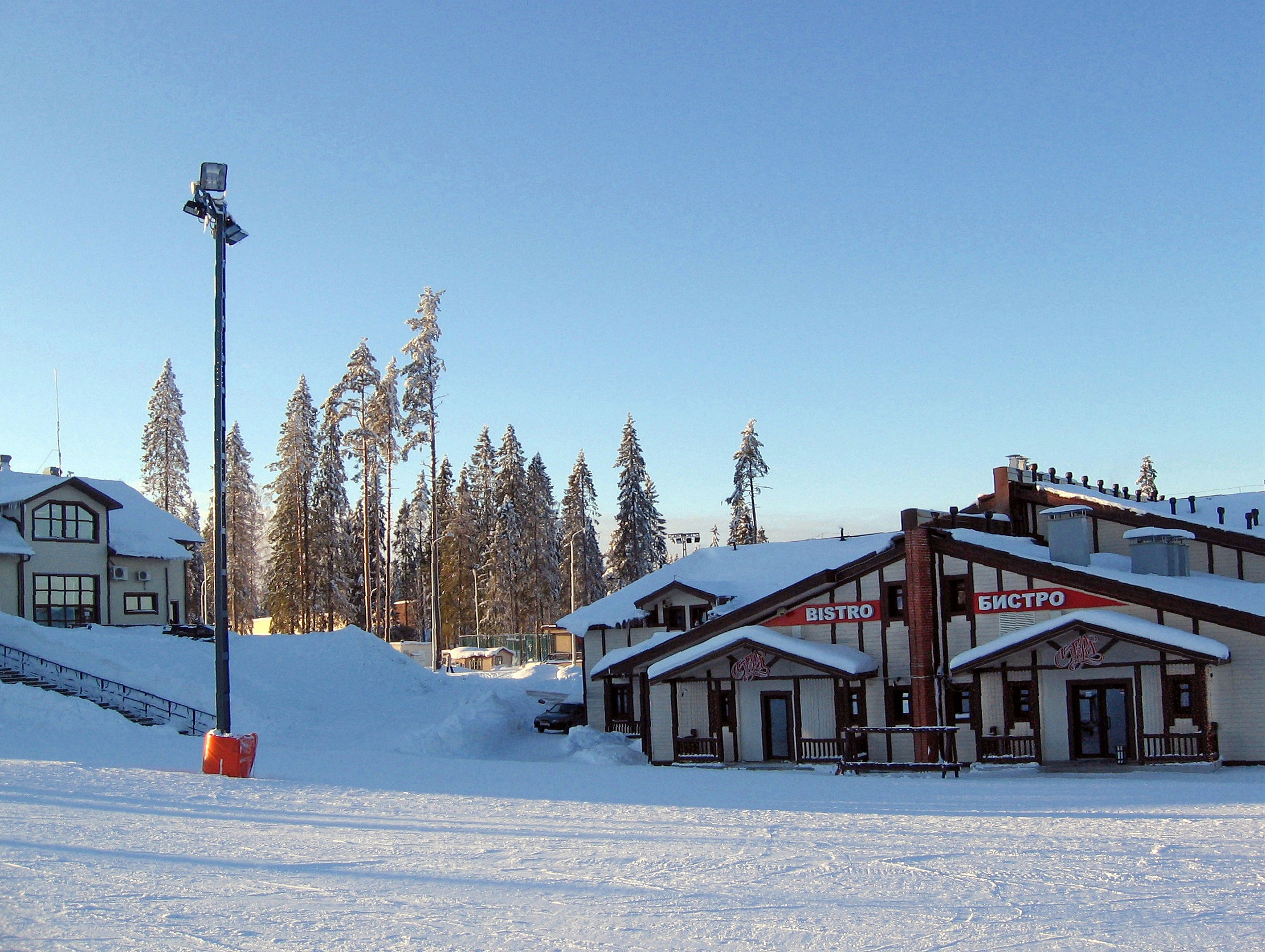
Restaurant de piste
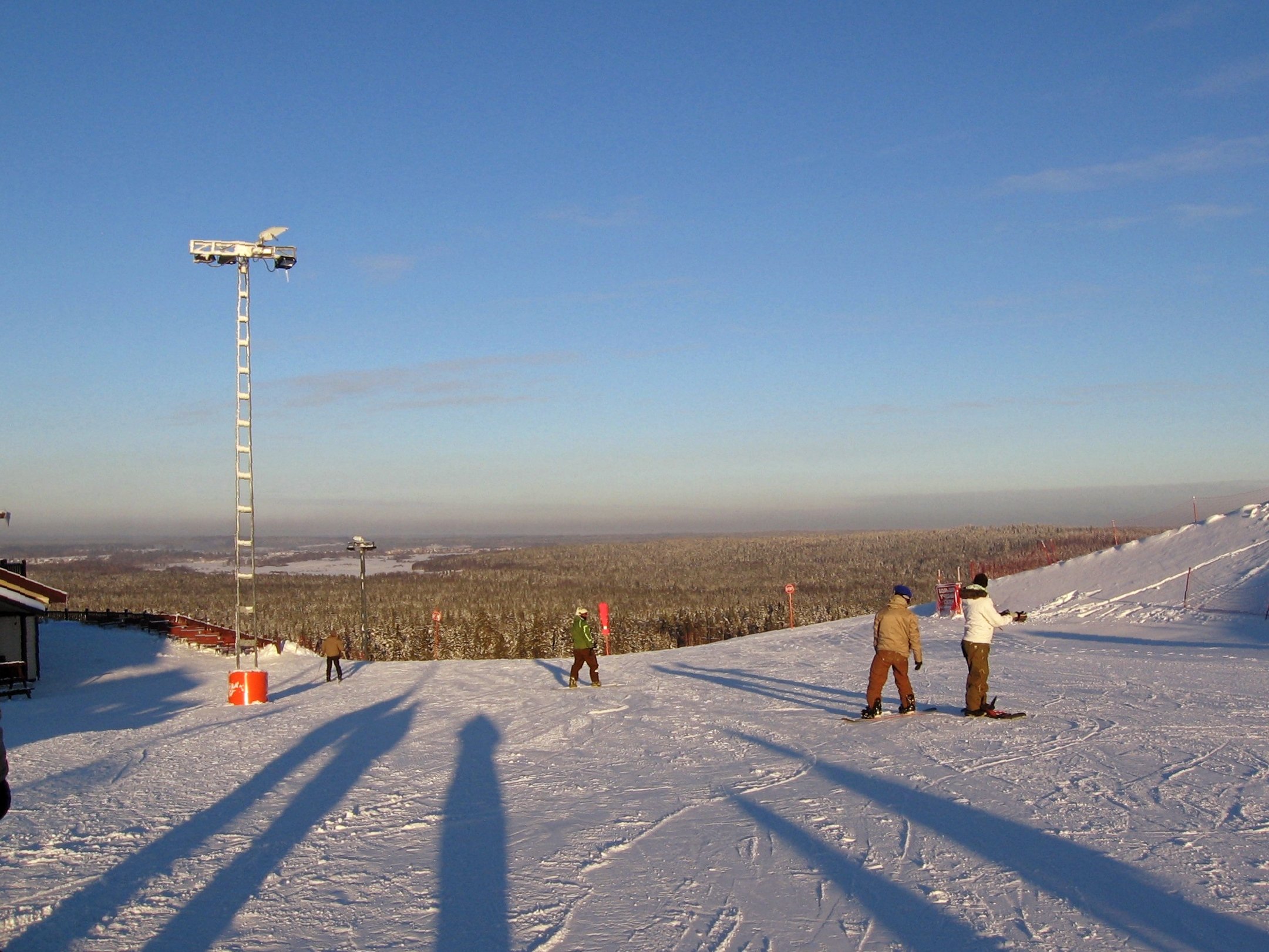
Départ d'une piste de ski
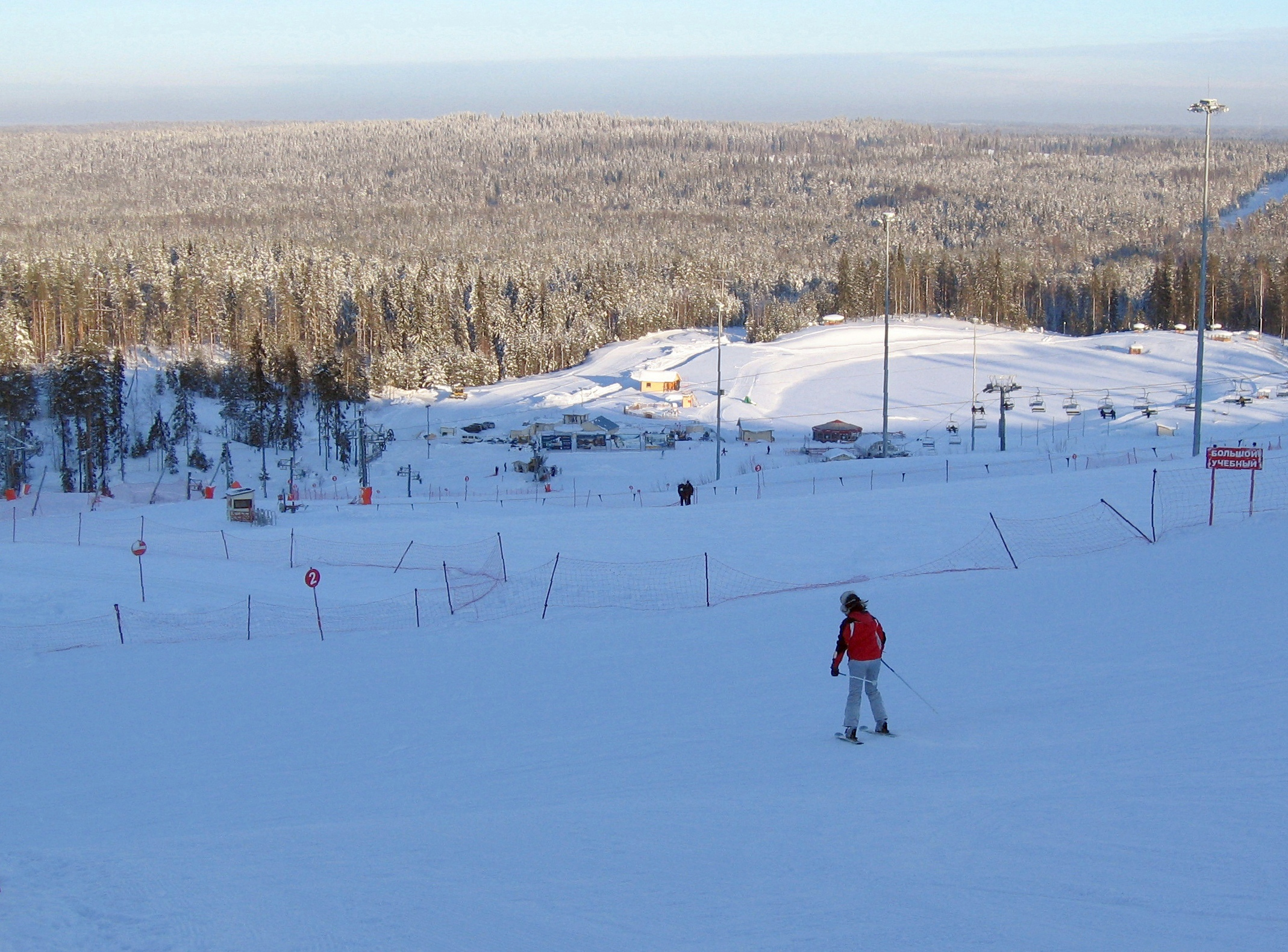
Pente pour skieurs